# John Peter Gassiot
John Peter Gassiot (2 avril 1797 - 15 août 1877) [également Gassiott] est un homme d'affaires anglais et un scientifique amateur. Il est particulièrement associé aux démonstrations publiques de phénomènes électriques et au développement de la Royal Society.

## Biographie
Né à Londres, il rejoint la Royal Navy en tant qu'aspirant. En 1819, il épouse Elizabeth Scott et le couple a neuf fils et trois filles. En 1822, il s'associe à l'Espagnol Sebastian Gonzalez Martinez pour créer la société Martinez Gassiot & Co vendant des cigares, du xérès et du porto.
Il devient également un scientifique amateur enthousiaste avec un intérêt particulier pour l'électricité. Il crée un laboratoire amplement fourni chez lui à Clapham Common et l'ouvre à ses collègues scientifiques, dont James Clerk Maxwell qui y effectue une grande partie de ses travaux des années 1860 sur la résistance électrique.

## Scientifique et vulgarisateur
Gassiot est un proche associé de William Sturgeon et Charles Vincent Walker et les trois jouent un rôle déterminant dans la fondation de la London Electrical Society en 1837. La société est célèbre pour les affichages électriques publics montés par Gassiot. Gassiot est élu Fellow de la Royal Society en 1841 et joue un rôle dans la réforme de la Société dans les années 1840. Il est l'un des fondateurs de la Chemical Society en 1845, étroitement associé à la London Institution, et un magistrat du Surrey.
Gassiot est un proche associé de William Grove à la Royal Society, encourageant Grove à rejoindre l'Institution de Londres où ils travaillent ensemble sur le développement de la photographie.
Les travaux de Gassiot sont particulièrement importants dans la disparition de la théorie du contact de l'électricité voltaïque. À partir de 1840, il réalise un certain nombre d'expériences culminant en 1844 où il utilise une batterie de 100 cellules Grove mutuellement isolées pour montrer qu'une étincelle pouvait être tirée avant qu'un contact électrique ne soit établi. Gassiot étend les travaux de Grove sur les stries dans les décharges électriques, montrant que la décharge ne peut pas continuer dans le vide.
En 1858, Gassiot, dans sa conférence boulangerienne, rapporte les déviations des décharges électriques dans les gaz raréfiés à la fois par le magnétisme et l'électrostatique. Bien qu'il s'agisse d'une première observation du phénomène des rayons cathodiques, Julius Plücker est généralement crédité de leur découverte.
Il reçoit la Médaille royale de la Royal Society en 1863.
Gassiot est mort chez lui à Ryde, île de Wight, mais est enterré au cimetière de West Norwood. Son troisième fils, Charles Gassiot (1826-1902), prend la tête de l'entreprise viticole familiale et est mécène, faisant de nombreux dons à la Guildhall Art Gallery.